# Serguéi Nikoláyevich Rýzhikov
Serguéi Nikoláyevich Rýzhikov (en ruso: Сергей Николаевич Рыжиков; n. Bugulmá, República de Tartaristán, República Autónoma Socialista Soviética Tártara,  de 1974) es un astronauta y piloto de aviación ruso. Teniente Coronel de las Fuerzas Armadas de Rusia. En junio de 2009, obtuvo su calificación oficial de astronauta.
En 2016 viajó por primera vez al espacio, como tripulante de la nave Soyuz MS-02, hacia la Estación Espacial Internacional la cual comandó.

## Biografía
Nacido el día 19 de agosto de 1974, en la localidad tártara de Bugulmá.
Tras años como militar profesional, en 1996 se graduó como piloto de aviación de combate en la Base Aérea de Kacha.
Entre 1996 y 1997 fue piloto del regimiento de entrenamiento aéreo en el Óblast de Sarátov. Entre 1997 y 2007 fue piloto principal en el regimiento de combate aéreo del Óblast de Tver, así como jefe de vuelo. Posteriormente fue nombrado jefe de vuelos de un regimiento de combate aéreo en el Óblast de Chitá.
Cabe destacar que durante estos años ha pilotado aviones de combate Aero L-39 Albatros y Mikoyan MiG-29.
Actualmente se encuentra inactivo dentro de la vida militar, pero ostenta el rango de Teniente coronel de Fuerza Aérea de Rusia.

### Carrera espacial

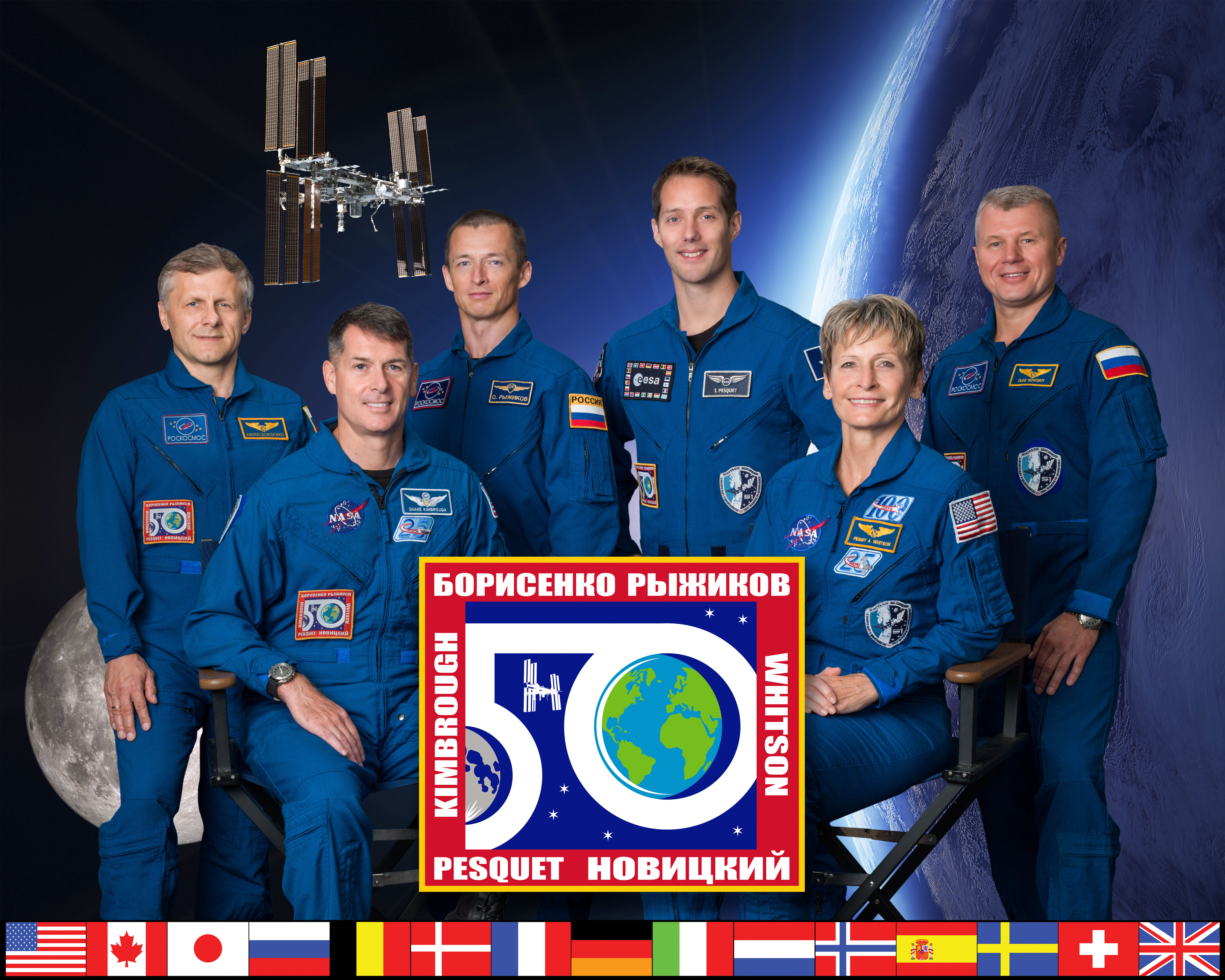
Rýzhikov con sus compañeros de expedición.

En 2006 dejó la carrera militar, tras ser seleccionado dentro del "Grupo TsPK-14" como candidato a cosmonauta de la agencia espacial rusa, Roscosmos.
Entró en el mes de octubre como alumno del Centro de Entrenamiento de Cosmonautas Gagarin en Ciudad de las Estrellas y al finalizar su formación básica en junio de 2009, pudo obtener la calificación oficial de cosmonauta. 
El día 9 de febrero de 2015 le fue asignada su primera misión espacial, como miembro de la Expedición 49/50 a la Estación Espacial Internacional (ISS).
Rýzhikov fue lanzado por primera vez al espacio, el día 19 de octubre de 2016 desde el Cosmódromo de Baikonur (Kazajistán), en calidad de comandante y a bordo de la nave Soyuz MS-02 hacia la Estación Espacial Internacional, junto al ruso Andrei Borisenko y al estadounidense  Robert S. Kimbrough.
Una vez le dieron el relevo a la tripulación de la Soyuz MS-03, el día 10 de abril de 2017 regresaron a la Tierra sanos y salvos, aterrizando con la cápsula a unos 150 kilómetros al sureste de la ciudad de Zhezkazgán y concluyendo de esta manera su primera misión espacial después de pasar un total de 173 días en órbita.
En noviembre de 2019, Ryzhikov fue asignado a la tripulación de respaldo de la Expedición 63/64 a la ISS, actuando como reemplazo de la Soyuz MS-17 y del cosmonauta de la Expedición 63, Anatoli Ivanishin. Continuó en esa asignación hasta febrero de 2020, cuando un problema médico con la tripulación de la Soyuz MS-16 resultó en que Ivanishin fuera ascendido a la MS-16, lo que resultó en que Ryzhikov ocupara el lugar de Ivanishin.
Ryzhikov despegó desde Baikonur el 14 de octubre de 2020, junto con el cosmonauta ruso Sergey Kud-Sverchkov y la astronauta de la NASA Kathleen Rubins, formando parte de la Expedición 64 a la Estación Espacial Internacional. El 18 de noviembre de 2020, Ryzhikov y su compañero de tripulación, Serguéi Kud-Sverchkov, realizaron su primera caminata espacial. La caminata comenzó a las 15:12 UTC y finalizó después de 6 horas y 48 minutos. Las tareas incluyeron la comprobación de la estanqueidad de la escotilla de salida del Poisk, la sustitución del panel extraíble del regulador de flujo de líquido del Zarya (que se canceló debido a un "perno voluminoso"), el trabajo en el equipo científico, la conmutación de la antena Tranzit-B del Pirs al módulo Poisk (para garantizar la continuidad de las comunicaciones con los trajes Orlan) y el cambio de posición de los sensores de la unidad de control de precipitación y presión del módulo Poisk. Duró 6 horas y 48 minutos. Ryzhikov era el comandante de la Expedición 64. La tripulación del MS-17 regresó a la Tierra el 17 de abril de 2021 después de casi 185 días en órbita.

Para la Expedición 72/73, en marzo de 2025, Ryzykov volará en la Soyuz MS-27 junto con Serguéi Mikáyev y Jonny Kim. El regreso de la tripulación está previsto para septiembre de 2025.

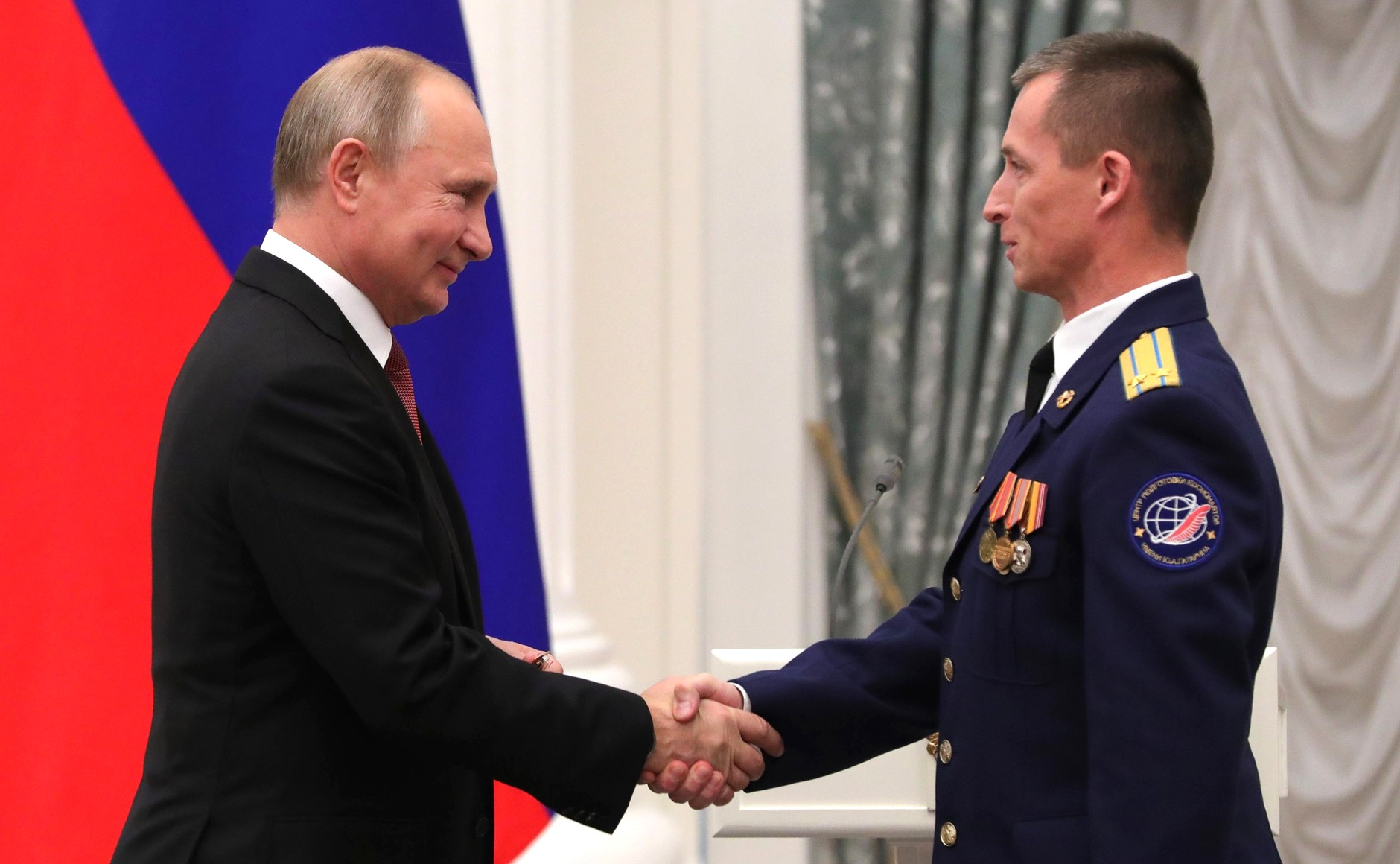
Junto al presidente ruso Vladímir Putin durante la entrega de la medalla de Héroe de la Federación Rusa.

## Distinciones
| Insignia | Título                                                         |
| -------- | -------------------------------------------------------------- |
|          | Héroe de la Federación Rusa                                    |
|          | Título de Piloto-Cosmonauta de la Federación Rusa              |
|          | Medalla al Mérito Militar Clase II                             |
|          | Medalla de Distinción por el Servicio Militar de Segunda Clase |
|          | Medalla de Distinción por el Servicio Militar de Tercera Clase |